# تاریخ اسکاتلند
داده‌های به‌جامانده از پیشینه اسکاتلند به نوشته‌های رومیان در باره این سرزمین در سده نخست میلادی می‌رسد. در نگاه رومیان اسکاتلند امروزی سرزمینی آن سوی دیوار آنتونین، یعنی مرز شمالی بریتانیا، شمالی‌ترین استان قلمرو شان، بود. رومیان آن سوی این دیوار را کالدونیا می‌نامیدند و باشندگان ش را پیکتی می‌خواندند، مردمانی که نیروی روزافزود شان لژیون‌های رومی را از دیوار آنتونین تا پشت دیوار هادریان پس‌تاراند. سرانجام هنگامی که رومیان در زمان ماگنوس ماکسیموس از آبخوست بریتانی بیرون می‌رفتند، مهاجمانی گئولیکی، که رومیان اسکُتی می‌خواندند شان، نوآبادهای شان را در باختر اسکاتلند امروزی و ولز برپا کردند. اما داده‌های باستان‌شناسی گواه پیشینه پیشاتاریخی اسکاتلند و حضور آدمی در این سرزمین از دوران نوسنگی در حدود ۶۰۰۰ سال پیش، روزگار برنز در حدود ۴۰۰۰ هزار سال پیش و روزگار آهن در حدود ۲۷۰۰ پیش اند.
پادشاهی گولیکِ دال ریادا در سده ششم پس از میلاد بنیاد نهاده شد. در سده هفتم (میلادی) مبلغان مذهبی ایرلندی پیکت‌های کافر را با مسیحیت سلتی آشنا کردند. در پایان سده هشتم (میلادی)، حمله‌های وایکینگ‌ها به اسکاتلند آغاز شد و پیکت‌ها و گئل‌ها را واداشت، که دشمنی دیرین شان را کنار بگذارند. این آشتی و یکپارچگی پادشاهی اسکاتلند را شکل داد.
آن چه با نام پادشاهی اسکاتلند می‌شناسیم، با دودمان آلپین به‌هم آمد و ساخته شد، هرچند که افراد این دودمان پیاپی در نبرد و با یکدیگر بودند. در آغاز سده یازدهم (میلادی) مالکوم دوم بی آن که پسر یا وارث مذکری داشته باشد، درگذشت و پادشاهی از طریق پسرِ دختر ش در دودمان دونکلد ادامه یافت. واپسین پادشاه دودمان دونکلد، الکساندر سوم، در سال ۱۲۸۶ (میلادی) در حالی درگذشت، که تنها وارث ش نوه نوزاد ش، مارگارت، آن هم در دربار نروژ بود، که او هم چهار سال بعد درگذشت. ادوارد نخست، پادشاه انگلستان، که به هوس افتاده بود، از این آب گل‌آلود ماهی بگیرد، به اسکاتلند لشکر کشید، تا کشور بگشاید. این لشکرکشی به جنگ‌های استقلال اسکاتلند انجامید. در این گیرودار پادشاهی اسکاتلند میان دو دودمان بالیول و بروس دست‌به‌دست می‌شد. اما سرانجام اسکاتلندیان در این جنگ‌ها پیروز شدند و شالوده پادشاهی اسکاتلند، چونان پادشاهیی مستقل، استوار شد.
هنگامی که دیوید دوم بی‌وارث مرد، خواهرزاده ش رابرت دوم به جای او نشست و نخستین فرد دودمان استوارت شد، که بر تخت پادشاهی اسکاتلند تکیه زده است، دودمان که تا سه سده پس از آن بی‌رقیب و منازع بر اسکاتلند فرمان راند. جیمز هفتم، از همین دودمان، گذشته از این که وارث پادشاهی اسکاتلند بود، تاج و تخت پادشاهی انگلستان را نیز از نوه عمه مادرش الیزابت یکم انگلستان به ارث برد. به این ترتیب دو کشور یک پادشاه مشترک داشتند و همین زمینه‌ساز یکپارچگی قانونی در ۱۷۰۷ (میلادی) دو کشور از طریق تصویب مصوبه یکپارچگی در مجلس‌های دو کشور و شکل گرفتن پادشاهی بریتانیا بزرگ شد. ملکه آن که در آن زمان فرمانروای بریتانیا بود، هفت سال پس از آن هم به فرمانروایی ادامه داد. اما هنگامی که در ۱۷۱۴ (میلادی) درگذشت، هیچ یک از افراد دودمان استوارت به کیش پروتستان نبودند و از این رو، طبق قانون پادشاهی بریتانیا، از اورنگ و افسر پادشاهی برکنارماندند و این مقام از دودمان استوارت به جرج نخست، یکی از نوادگان جیمز هفتم اسکاتلند و نخست انگلستان از دودمان هانوور، رسید.
در روزگار روشنگری و انقلاب صنعتی در اسکاتلند این کشور را در ردیف قدرت‌های بازرگانی، اندیشگی و صنعتی اروپا بود. افت شدید در صنعت پس از جنگ جهانی دوم از نکات برجسته تاریخ معاصر اسکاتلند است. در دهه‌های اخیر اسکاتلند باززایشی فرهنگی و اقتصادی به چشم می‌آید، که چه‌بسا رشد مالی بخش خدمات و افزایش درآمد حاصل از نفت و گاز دریای شمال راه را برای آن هموار کرده باشد. در ۶۰ سال گذشته ملی‌گرایی موضوع سیاسی مهمی شده، که هر از گاه در رخدادهایی چون بحث و همه‌پرسی سال ۲۰۱۴ (میلادی) در باره استقلال اسکاتلند یا کنارکشیدن از برگزیت رخ نموده است.